# Panic (компания)
Panic — американская частная компания, специализирующаяся на разработке программного обеспечения для macOS и iOS, а также на разработке и издании компьютерных игр для независимых разработчиков. Компания была основана в 1997 году Стивеном Фрэнком и Кабелем Сассером, в городе Портленд, штат Орегон, США.

## Продукция

### Программное обеспечение
Panic известна своими флагманскими приложениями Transmit (1998), Audion (1999), Unison (2004) и Coda (2007). Компания получила несколько наград Apple Design Awards за свою продукцию.
В 1999 году компания представила приложение Audion как MP3-проигрыватель с поддержкой скинов. Один из его конкурентов SoundJam MP, был приобретен Apple в 2000 году и в дальнейшем перешел в iTunes 1.0, который стал доступен в 2001 году. Panic прекратила поддержку Audion в 2004 году и начала распространять её бесплатно.
После Audion, Panic сосредоточилась на разработке двух других программных приложений. В 2004 году компания выпустила Unison, и в 2007-м представила приложение для веб-разработки Coda.
| Приложение                         | Платформа(ы)                     | Функция приложения               | Источник                         |
| Приложения в активной разработке   | Приложения в активной разработке | Приложения в активной разработке | Приложения в активной разработке |
| ---------------------------------- | -------------------------------- | -------------------------------- | -------------------------------- |
| Coda                               | macOS, iOS                       | веб-программирование             |                                  |
| Transmit                           | macOS                            | FTP                              |                                  |
| Prompt                             | macOS                            | командная строка                 |                                  |
| Panic Pals                         | iOS                              | стикеры для iMessage             |                                  |
| Приложения, прекратившие поддержку |                                  |                                  |                                  |
| Audion                             | macOS                            | MP3-проигрыватель                | [ 5 ]                            |
| CandyBar                           | macOS                            | настройка иконок                 | [ 6 ]                            |
| Desktastic                         | macOS                            | аннотации для рабочего стола     |                                  |
| Stattoo                            | macOS                            | компьютерная статистика          |                                  |
| Status Board                       | iOS                              | информационный дисплей           | [ 7 ]                            |
| Transmit                           | iOS                              | FTP                              | [ 8 ]                            |
| Unison                             | macOS                            | приложение для Usenet            | [ 9 ]                            |

### Компьютерные игры
На сегодняшний день, Panic выпустила три игры, среди которых: Firewatch (2016), Untitled Goose Game (2019) и Thank Goodness You’re Here!.
| Год  | Название                    | Жанр                 | Платформа(ы)                                                             | Разработчик(и) | Дата выхода           | Источник |
| ---- | --------------------------- | -------------------- | ------------------------------------------------------------------------ | -------------- | --------------------- | -------- |
| 2016 | Firewatch                   | Приключенческая игра | Microsoft Windows, OS X, Linux, PlayStation 4, Xbox One, Nintendo Switch | Campo Santo    | 9 февраля 2016 года   | [ 10 ]   |
| 2019 | Untitled Goose Game         | Стелс                | Microsoft Windows, OS X, Nintendo Switch                                 | House House    | 20 сентября 2019 года | [ 11 ]   |
| 2024 | Thank Goodness You’re Here! | Приключенческая игра | Microsoft Windows, OS X, Nintendo Switch, PlayStation 4, PlayStation 5,  | Coal Supper    | 1 августа 2024 года   | [ 13 ]   |

### Playdate
В 2019 году, компания представила свою первую портативную игровую консоль под названием Playdate. Playdate — это портативное игровое устройство, разработанное компанией Panic в сотрудничестве со шведской фирмой Teenage Engineering. Устройство оснащено 1-битным экраном с разрешением 400×240 пикселей, левой панелью управления, двумя кнопками справа и «механической рукояткой» на правом краю устройства.
Игры для Playdate будут выпущены по «сезонам», одна игра в неделю в течение года. Игры будут автоматически загружаться на устройство при их наличии. Большинство игр для Playdate, создаются известными разработчиками инди-игр, такими как: Кейтой Такахаси, Заком Гейджом, Беннетом Фодди и Шоном Инманом.

## Награды
| Год  | Приложение    | Награда             | Категория                                                     | Результат    | Источник |
| ---- | ------------- | ------------------- | ------------------------------------------------------------- | ------------ | -------- |
| 2003 | Transmit 2    | Apple Design Awards | Лучший опыт пользователя на Mac OS X                          | Второе место | [ 17 ]   |
| 2004 | Unison 1.0.2a | Apple Design Awards | Лучший продукт для Mac OS X                                   | Второе место | [ 18 ]   |
| 2004 | Unison 1.0.2a | Apple Design Awards | Лучший опыт пользователя на Mac OS X                          | Победа       | [ 18 ]   |
| 2005 | Transmit 3    | MacWorld            | Лучший на выставке MacWorld                                   | Победа       | [ 19 ]   |
| 2005 | Transmit 3.2  | Apple Design Awards | Лучшее использование технологии Tiger Technology для Mac OS X | Победа       | [ 20 ]   |
| 2007 | Coda 1        | Apple Design Awards | Лучший опыт пользователя на Mac OS X                          | Победа       | [ 21 ]   |
| 2013 | Coda 2        | Apple Design Awards | Лучшее приложение для Mac OS X                                | Победа       | [ 22 ]   |